# Peter Werme

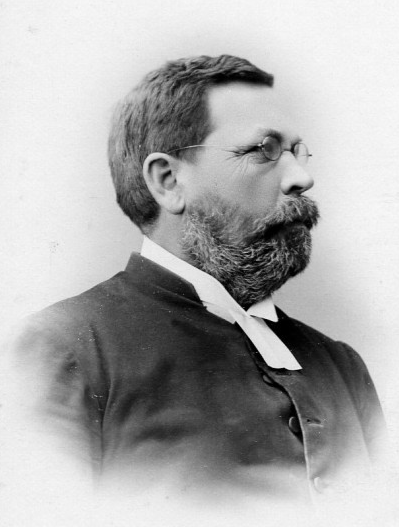
365.99x365.99px

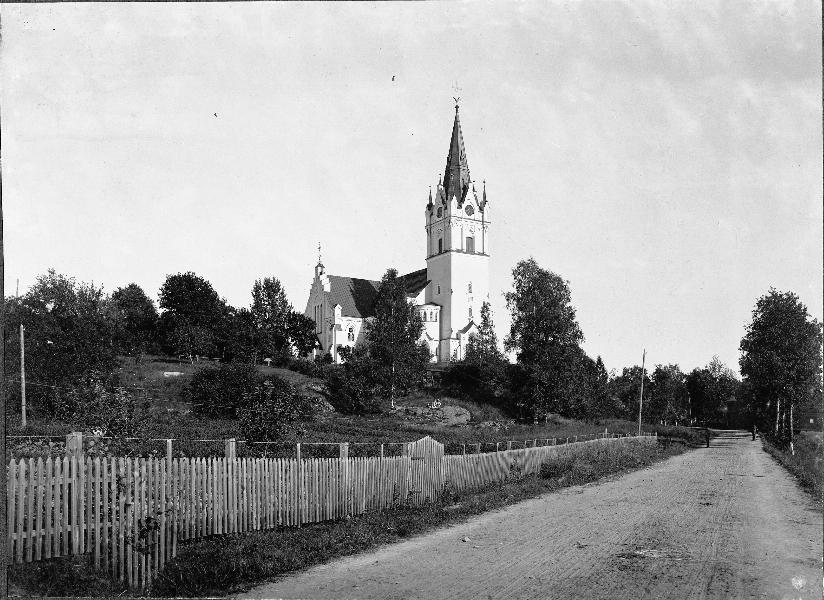
276.997x276.997px

Peter Werme, född 28 november 1844 i Gunnarskog, död 30 september 1918 i Sunne, var en svensk präst.
Werme var adjunkt vid folkskoleseminariet i Karlstad 1868, avlade en teoretisk-teologisk examen 1869 och en praktisk-teologisk examen 1870 vid Uppsala universitet. Efter examen tjänstgjorde Werme som präst i bland annat Håbols församling, Alsters församling och Sunne församling. Han avlade 1879 pastoralexamen och fick därefter tjänst som kyrkoherde i Östra Ämterviks församling 1881–1892, Brunskogs församling 1894–1902 och Sunne 1902–1917. Han var även kontraktsprost i Fryksdals kontrakt 1902–1917, predikade på det nationella prästmötet 1899, reste till USA och Kanada 1893 samt till Tyskland och Schweiz 1898.
Werme har beskrivits som mycket omtyckt av allmogen i Sunne. Werme besatt en stor skicklighet i att tala fritt, bibelenligt, flärdlöst och uppbyggligt och hans röst beskrevs som "fast, lugn och väl begagnad, som i Sunne stora kyrka stundom tog sig ut som ett åsklikt muller."

## Anknytning till Selma Lagerlöf
Författaren Selma Lagerlöf hade precis som alla andra invånare i Sunnetrakten i slutet på 1800-talet en anknytning till Werme i och med hans gudstjänster och husförhör. I Lagerlöfs novell Torparen hos dobbrischen möter en torpare Gud i en dröm som förkroppsligas i form av Werme;
"Det blev inte någon lång väntan, utan i nästa ögonblick stod vi inför Vår Herre. Det vill säga, att det var inte precis Vår Herre, utan det var gamle prosten Werme i Sunne, som satt vid sitt stora skrivbord och mönstrade oss. Jag kände igen hans stora, breda ansikte med de svarta polisongerna, som gjorde det ännu bredare, men det betydde ingenting, för det var Vår Herre i alla fall."
I novellen presenterar Lagerlöf en teologisk frågeställning som tas ned på ett vardagligt plan; är att tjäna herrskapet lika mycket värt som att tjäna Gud? Werme som får gestalta Gud i novellen menar att arbetet torparen utfört under hela sin livstid "räknas mer än något annat”. Berättelsen används ofta som ett exempel på en luthersk livssyn. Werme var ledamot och sekreterare i Värmlands Evangelisk-lutherska förening 1885–1886, vilket påvisar hans starka anknytning till den lutherska livsåskådningen och mycket pekar på att det var därför Lagerlöf lät Werme tjäna som exempel.
Werme bodde under sina år som kyrkoherde (1881–1892) i Östra Ämterviks församling i prästgården Herresta. I Lagerlöfs Gösta Berlings saga besöks den fiktiva gården Borg som är baserad på just Herresta prästgård.

## Eftermäle
I dag finns en väg i närheten av Sunne kyrka uppkallad efter Werme, Peter Wermes väg.
Även Peter Wermes park på Universitetsgatan 18 i närheten av Karlstads universitet har uppkallats efter Werme. Peter Werme är begravd på Gamla kyrkogården i Sunne.